# Wilkhahn
Wilkhahn ist ein deutscher Möbelhersteller mit Sitz in Bad Münder am Deister.

## Firma
Das Unternehmen wurde 1907 als Stuhlfabrik in Bad Münder bei Hannover von Friedrich Hahne und Christian Wilkening gegründet. Aus ihren Familiennamen entstand der Firmenname Wilkhahn. Fast 40 Jahre lang produzierte der Hersteller Sitzmöbel aus massiver Buche. Ab 1946 übernahmen die Söhne Fritz Hahne und Adolf Wilkening die Leitung. Sie prägten den Betrieb fortan durch eine soziale Unternehmensverantwortung sowie die Hinwendung zu einer modernen Designsprache und etablierten Wilkhahn damit als internationale Marke.
Durch die Einführung einer betrieblichen Altersversorgung (1954), günstiger Firmenkredite für Mitarbeiter und schließlich einer 50-prozentigen Ergebnisbeteiligung der Mitarbeiter (1971) wurde Fritz Hahne zum Vorbild für das soziale Unternehmertum neben Unternehmerpersönlichkeiten wie Philipp Rosenthal oder Reinhard Mohn.
Das Unternehmen ist bis heute in Familienbesitz, der Betriebsratsvorsitzende vertritt im Beirat die Interessen der Mitarbeiterbeteiligungsgesellschaft. Zur Entwicklung neuer Produkte initiierte Fritz Hahne ab den 1950er Jahren eine Reihe von Kooperationen mit namhaften Architekten und Designern. Der ehemals regionale Handwerksbetrieb experimentierte mit neuen Werkstoffen, fand zu einer eigenen Formensprache und avancierte sukzessive zu einem international bekannten Büromöbelhersteller. Bereits in den 1960er-Jahren rückten die Themen Umweltbewusstsein und Langlebigkeit der Produkte in den Vordergrund der Unternehmensphilosophie. „Im Zweifelsfall hat der ökologische Aspekt einen höheren Stellenwert als schneller Gewinn“, beschloss der Verwaltungsrat 1989. Das Unternehmen wurde für den umfassenden und ganzheitlichen ökologischen Wandel 1996 mit dem Deutschen Umweltpreis der Deutschen Bundesstiftung Umwelt ausgezeichnet.
1993 trat Jochen Hahne in den väterlichen Familienbetrieb Wilkhahn ein, in dem er 1997 Geschäftsführer und 2000 Vorsitzender der Geschäftsführung wurde.  Unter seiner Regie wurde mit Tochtergesellschaften in Australien, Dubai und den USA die Internationalisierung ausgebaut, das Projekt „Zukunft der Arbeit“ zur EXPO 2000 realisiert, eine moderne betriebliche Altersversorgung als ertragsbezogene Mitarbeiterbeteiligung umgesetzt.
Wilkhahn beschäftigt heute weltweit rund 500 Mitarbeiter (Stand Mai 2014). Über 70 % des Gesamtumsatzes werden außerhalb Deutschlands erzielt. Neben der Produktionsstätte im niedersächsischen Bad Münder werden Wilkhahn-Möbel auch im spanischen Castellón de la Plana sowie in Sydney, Australien produziert.

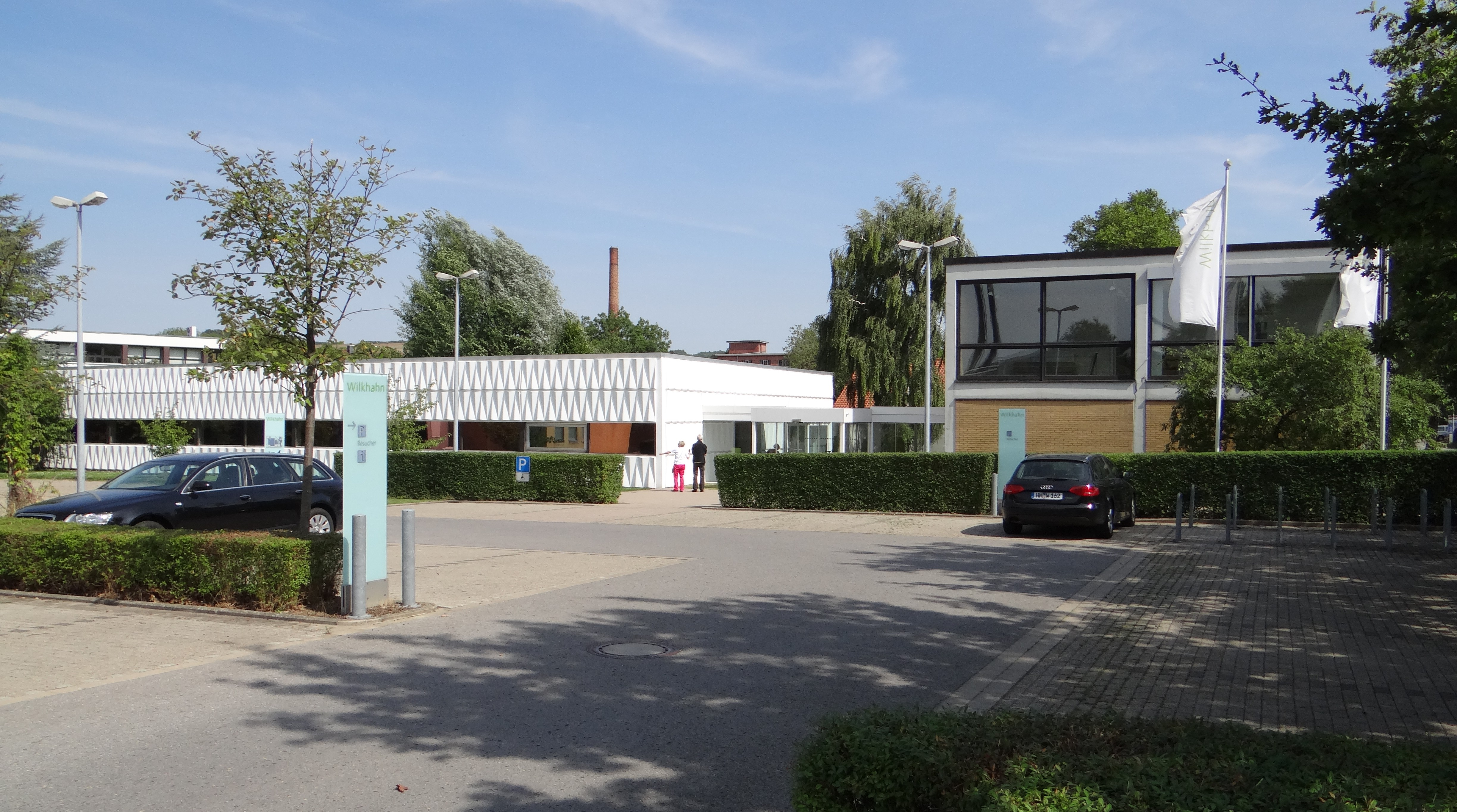
Bürogebäude in Eimbeckhausen

## Produktgeschichte
Nach anfänglicher Spezialisierung auf massive Holzstühle wandelte sich das Produktdesign ab den 1950er-Jahren. In enger Zusammenarbeit mit dem Deutschen Werkbund und der Hochschule für Gestaltung (HfG) in Ulm orientierte Wilkhahn sich an dem Leitsatz „langlebige Produkte zu entwickeln, den Gebrauchswert zu erhöhen und die Verschwendung zu reduzieren“. Designer wie Roland Rainer, Hans Bellmann, Walter Papst, Herbert Hirche und Georg Leowald prägten die neue Designsprache des Unternehmens. Mit dem Einsatz neuer Materialien wie Glasfaser, Polyester und Stahl entstand eine avantgardistische, vom Industriedesign inspirierte Produktpalette.
In den 1970er-Jahren erweiterte sich der Fokus auf die Gestaltung ergonomischer Bürostühle. Nach Einführung des Gelenkstuhls 232/6 von Wilhelm Ritz Anfang der 1970er wurde die 1980 von Klaus Franck und Werner Sauer entworfene „FS-Linie“ 1980 als erster intuitiv bedienbarer Bürostuhl mit Synchronautomatik zum Vorbild für eine ganze Generation an Bürostühlen. In den 1990er-Jahren entwickelte der Designer Andreas Störiko für das Programm Confair den ersten flexiblen Falttisch für flexible Kommunikationsräume, die den Wandel der Arbeitswelt abbildeten. Auch die neue ökologische Ausrichtung des Unternehmens machte sich in der Produktentwicklung bemerkbar: Der 1992 eingeführte Drehstuhl „Picto“ wurde als erster Bürostuhl für seine Realisierung unter konsequenter Berücksichtigung ökologischer Kriterien ausgezeichnet. Mit dem „ON“ stellte Wilkhahn 2009 ein Bürostuhlkonzept vor, das den gesamten Körper beim Sitzen zu natürlichen Bewegungen animiert. Die Stuhlentwicklung wurde von Ingo Froböse vom Zentrum für Gesundheit an der Deutschen Sporthochschule Köln begleitet.
2012 wurde der Bürostuhl ON mit dem Bundespreis Ecodesign ausgezeichnet, der vom Umweltbundesamt und Bundesumweltministerium ausgelobt wird.

## Architektur
1959 realisierte Wilkhahn zusammen mit Architekt und Werkbundmitglied Herbert Hirche ein Bauhaus-inspiriertes Verwaltungsgebäude im Ortsteil Eimbeckhausen der Stadt Bad Münder.  Ein sichtbares Betontragwerk mit ausgefachter Klinkerfassade prägt sein Erscheinungsbild. Mit Plänen des Architekten Georg Leowald entstanden zeitgleich neue Produktions- und Lagerhallen sowie ein Kesselhaus, das nach dem Prinzip Skin and Skeleton errichtet wurde. 1988 erweiterte Wilkhahn seine Produktionsstätte durch Gebäude nach Plänen des Architekten Frei Otto. Die vielfach ausgezeichneten vier zeltartigen Pavillons wurden mit einer Hängedachkonstruktion aus Holz ausgeführt und ermöglichen dadurch eine flexible Nutzung: ob als Produktionshallen, Ausstellungsräume (im Rahmen der EXPO 2000) oder als Administration und Arbeitsumgebung für die Wilkhahn-Manufaktur für Sonderanfertigungen.
Die 1993 eröffneten Hallen von Architekt Thomas Herzog bringen den ökologischen Anspruch des Unternehmens bis in die Gestaltung von industriellen Produktionsstätten sichtbar zum Ausdruck. Optimale Tageslichtnutzung, natürliche Belüftung, Holzbauweise und der Einsatz von Solarpaneelen waren bestimmend für die Konzeption des Gebäudes. Vier „Holzböcke“, in denen sich Büroräume befinden, gliedern die Grundfläche in drei gleichwertige, stützenfrei überspannte Hallen und ermöglichen kurze Wege zwischen der Produktion und Administration. Auch diese Fertigungshallen erhielten zahlreiche Architekturpreise und gelten bis heute als beispielgebend. Das Hannoversche Architekturbüro Pax Brüning überarbeitete und ergänzte 2006 die Empfangssituation am „Hirche-Bau“ in Eimbeckhausen. 2007 errichtete Wilkhahn ein Blockheizkraftwerk. Es funktioniert mit Kraft-Wärmekopplung auf Basis nachwachsender Rohstoffe und mit einem Wirkungsgrad von über 80 %. Das Kraftwerk speist Energie in das örtliche Stromnetz, seine Abwärme wird für die Beheizung der Gebäude am Standort genutzt. Zusätzlich nutzt Wilkhahn die Fernwärme einer benachbarten Biogasanlage, so dass die CO2-Emissionen um über 50 % gesenkt werden konnten.

## Auszeichnungen
- Deutscher Marketingpreis (1992)
- Bundespreis der Betriebskrankenkassen für Gesundheitsfürsorge (1995)
- Deutscher Umweltpreis (1996)
- Corporate Conscience Award des Council on Economic Priorities (1997)
- Bundespreis für Förderer des Design (für den Unternehmer Fritz Hahne) (1999)
- European Good Practice Award in Safety and Health (2000)